# Lycaena kasmira
Lycaena kasmira är en fjärilsart som beskrevs av Moore 1865. Lycaena kasmira ingår i släktet Lycaena och familjen juvelvingar. Inga underarter finns listade i Catalogue of Life.